# Hemön (Lemland, Åland)
Hemön är en halvö i Åland (Finland). Den ligger i den södra delen av landskapet, 7 km öster om huvudstaden Mariehamn. Hemön ligger på ön Fasta Åland.